# 대한민국 형법 제297조
대한민국 형법 제297조는 강간에 대한 형법각칙의 조문이다.

## 조문
제297조(강간) 폭행 또는 협박으로 사람을 강간한 자는 3년 이상의 유기징역에 처한다.

第297條(强姦) 暴行 또는 脅迫으로 사람을 强姦한 者는 3年 以上의 有期懲役에 處한다.

## 관련 조문
제300조(미수범) 전3조(강간죄, 강제추행죄, 준강제추행죄)의 미수범은 처벌한다.

## 비교 조문
구 일본형법 제177조 (강간)
폭행 또는 협박으로 13세 이상의 여자를 간음한 자는 강간의 죄 로서 3년 이상의 유기징역에 처한다. 13세 미만의 여자를 간음한 자도 같다.

[평7(1995년) 법91 평16(2004년) 법156 본조 개정]

## 해설
원래 사람이 아닌 부녀로 되어 있었으나 사람으로 개정되었다.

## 판례
- 강간죄에 있어서 폭행 또는 협박은 피해자의 항거를 불능하게 하거나 현저히 곤란하게 할 정도의 것이어야 하고, 그 폭행 또는 협박이 피해자의 항거를 불능하게 하거나 현저히 곤란하게 할 정도의 것이었는지 여부는 유형력을 행사한 당해 폭행 및 협박의 내용과 정도는 물론이고 유형력을 행사하게 된 경위, 피해자와의 관계, 범행 당시의 정황 등 제반 사정을 종합하여 판단하여야 한다[1]

### 부부강간
- 혼인관계가 파탄된 경우뿐만 아니라 혼인관계가 실질적으로 유지되고 있는 경우에도 남편이 반항을 불가능하게 하거나 현저히 곤란하게 할 정도의 폭행이나 협박을 가하여 아내를 간음한 경우에는 강간죄가 성립한다고 보아야 한다.[2]

### 간통죄 성립불가
간통죄 위헌결정에 따라 간통죄 삭제
- 강간의 피해자가 배우자 있는 자인 경우 그 성관계는 피해자의 자의에 의한 것이라고 볼 수 없으므로 그 강간 피해자에게 따로 간통죄가 성립할 수는 없다. 이 경우 가해자도 강간죄의 죄책을 지는 외에 강간 피해자의 배우자가 상간자라고 하여 고소한 데 따른 간통죄의 죄책을 지지는 아니한다고 할 것이다[3].

## 참고 문헌
- 김재윤, 손동권, 『새로운 형법각론』, 율곡출판사, 2013. ISBN 978-89-974283-4-2
- 백형구. (2003, 6). 특강.형법-형법 제297조의 강간죄-학설.판례의 정리. 고시계, 48(7), 39-50.

## 같이 보기
- 성폭행
- 강제추행
- 성희롱
- 성범죄
- 대한민국 형법 제339조 강도강간